# Dorothy Schiff
Dorothy Schiff (* 11. März 1903 in New York; † 30. August 1989 ebenda) war eine US-amerikanische Zeitungsverlegerin. Sie war fast vier Jahrzehnte lang die Eigentümerin der New York Post, die sich in dieser Zeit zu einer einflussreichen liberalen Boulevardzeitung entwickelte.

## Leben

### Frühe Jahre
Schiff entstammte einer sehr wohlhabenden jüdischen Familie mit deutschen Wurzeln. Ihr Großvater war der Bankier Jakob Heinrich Schiff, ihr Vater dessen Erbe Mortimer L. Schiff. Sie wuchs in Manhattan auf. Schiff selbst beschrieb ihre Kindheit später als unglücklich, die Eltern als lieblos, streng und geizig. Als Jugendliche las sie viel. Ihre einzigen sozialen Kontakte bestanden in Töchtern der besseren Gesellschaft, mit denen sie die vornehme private Brearley School besuchte. Dort schloss sie 1920 ab.
Anschließend begann sie ein Studium am Bryn Mawr College in Pennsylvania, brach es aber nach einem Jahr ab. Sie verliebte sich in ihren Kommilitonen Richard B. W. Hall, dessen Familie weniger wohlhabend war als ihre. Nach längerem Widerstand akzeptierten Schiffs Eltern die Verbindung der beiden. Die Ehe wurde 1923 geschlossen und Schiff konvertierte zur Episkopalkirche ihres Mannes. In den folgenden beiden Jahren wurden zwei Kinder geboren, ein Sohn und eine Tochter.
Als ihre Eltern 1931 starben und sie eine umfangreiche Erbschaft antreten konnte, nahm Schiff dies als Anlass, sich von ihrem Mann scheiden zu lassen, von dem sie sich entfremdet hatte. Sie widerrief ihre Konversion. 1932 heiratete sie erneut, diesmal den liberalen Autor George Backer. Bis dahin politisch der Republikanischen Partei nahestehend, wurde sie unter dem Einfluss ihres zweiten Mannes Demokratin. Bei den Präsidentschaftswahlen 1936 arbeitete sie als Wahlhelferin für Franklin D. Roosevelt, mit dem sie später auch befreundet war. Außerdem engagierte sie sich nun erstmals in Wohltätigkeitsverbänden. Sie wurde Mitglied im Vorstand des Henry Street Settlement sowie des Mount Sinai Hospital und arbeitete für die Kinderwohlfahrtseinrichtung der Stadt New York.

### Zeitungsverlegerin
Auf Drängen ihres Mannes kaufte Schiff 1939 die Mehrheit der Anteile an der New York Post, einer täglich erscheinenden Nachmittagszeitung und einer der ältesten Tageszeitungen der USA. Zu dieser Zeit lag die Auflage deutlich hinter der direkten Konkurrenz zurück und sie schrieb rote Zahlen. In Wirtschaftsbelangen unerfahren, überließ Schiff ihrem Mann die Rolle als Verleger und Chefredakteur. Das Blatt machte in den folgenden beiden Jahren zwei Millionen Dollar Verlust und Schiff musste befürchten, ihre gesamten Investitionen und damit ein Drittel ihres Erbes zu verlieren. Sie entschied nun gegen den Widerstand von Backer, die New York Post in eine Boulevardzeitung umzuwandeln. Sie übernahm selbst die Funktion als Herausgeberin und setzte den Kulturredakteur Ted Thackrey, der sie bei dem Kurswechsel unterstützt hatte, als neuen Chefredakteur ein. Schiff trennte sich von Backer und heiratete 1943 Thackrey.
Unter der Leitung Thackreys stieg die Auflage der Zeitung, die Verluste wurden geringer. Schiff hielt sich bei der New York Post weiterhin im Hintergrund. Sie kaufte in dieser Zeit einige Fernseh- und Radiosender, die sie aber später wieder veräußerte. Während des Präsidentschaftswahlkampfs 1948 veröffentlichte das Ehepaar eine Reihe von Kolumnen, in denen sie ihre politischen Meinungsverschiedenheiten öffentlich austrugen (sie unterstützen jeweils unterschiedliche Gegenkandidaten des späteren Siegers Harry S. Truman). Im folgenden Jahr trennte sich das Ehepaar.
Schiff, die nach der dritten Scheidung wieder ihren Geburtsnamen annahm, setzte nun James A. Wechsler als Chefredakteur ein, der diesen Posten bis 1961 innehatte. Unter seiner kompetenten Führung erlebte die New York Post eine Blütezeit. Die Auflage stieg stark und die Zeitung erwirtschaftete ab 1950 Gewinne. Obwohl weiterhin ein reißerischer Stil gepflegt wurde und in den Schlagzeilen Klatsch dominierte, profilierte sich die Zeitung auch durch ihre liberale politische Ausrichtung. Der populistische Stil umfasste Enthüllungsgeschichten über Ausbeutung im Arbeitsleben ebenso wie Angriffe auf einflussreiche Persönlichkeiten wie den FBI-Chef J. Edgar Hoover, Senator Joseph McCarthy und den Stadtplaner Robert Moses. Schiff nahm nun starken Anteil an der geschäftlichen wie inhaltlichen Ausrichtung der Zeitung. Die erste Zeitungsverlegerin in New York hatte den Ruf, stets auf Kostenersparnis zu drängen. Als Folge der vergleichsweise niedrigen Gehälter, die gezahlt wurden, verlor die Zeitung immer wieder talentierte Mitarbeiter an die Konkurrenz.
Nach der Ablösung von Wechsler als Chefredakteur im Jahr 1961 (er blieb bis 1980 Kolumnist) trat Politik auf den Seiten der New York Post in den Hintergrund. Schiff unterstützte John F. Kennedy als Präsidenten, aber ihre Zeitung litt darunter, dass die Zeiten vorbei waren, da  auflagenfördernde Kampagnen gegen eine republikanische Regierung geführt werden konnten. Konkurrierende Zeitungen wurden zwar eingestellt und Schiff investierte in technologische Neuerungen, sie war aber zunehmend skeptisch, dass die New York Post sich weiterhin tragen könnte. Stets um ihr finanzielles Wohlergehen besorgt, entschloss sie sich, nachdem die Zeitung zwei Jahre lang Verluste eingefahren hatte, im Jahr 1976 zum Verkauf. Sie war zu diesem Zeitpunkt 73 Jahre alt. Für 31 Millionen Dollar übernahm der australische Medienunternehmer Rupert Murdoch die Zeitung. Schiff blieb ihr in der Funktion einer Beraterin bis 1981 verbunden. In den folgenden Jahren wandelte sich die New York Post in ein konservatives Blatt, eine Ausrichtung, die noch heute gültig ist.

### Privates
Schiff war insgesamt viermal verheiratet. Nach den Ehen mit Richard B. W. Hall (1923–1931), George Backer (1932–1943) und Ted Thackrey (1943–1949) heiratete sie 1953 Rudolf Sonneborn, einen Industriellen aus Baltimore. Das Paar trennte sich 1965. Außer den beiden Kindern aus der Ehe mit Hall hatte Schiff eine weitere Tochter aus ihrer zweiten Ehe.
Schiff war in ihrer Zeit eine der schillerndsten Persönlichkeiten der New Yorker Gesellschaft. Neben den vier Ehemännern hatte sie zahlreiche Affären, ein Umstand, über den sie selbst in Interviews freimütig berichtete. Ihrem Biografen Jeffrey Potter erzählte sie, auch Präsident Roosevelt habe zu ihren Liebhabern gehört. Das löste bei Erscheinen des Potter-Buches 1976 einen Skandal aus, über den selbst die seriöse New York Times auf der Titelseite berichtete. In späteren Jahren distanzierte sich Schiff von ihren Äußerungen und dem Buch.
Als sie im Mai 1989 erfuhr, dass sie an Krebs erkrankt war, lehnte sie eine Behandlung ab. Dorothy Schiff starb drei Monate später im Alter von 86 Jahren in ihrer Heimatstadt New York.